# روس فيتزجيرالد
روس فيتزجيرالد (بالإنجليزية: Ross Fitzgerald)‏ (25 ديسمبر 1944، ملبورن في أستراليا)؛ مؤرخ، كاتب سيناريو وروائي أسترالي.